# Capnoptycha
Capnoptycha là một chi bướm đêm thuộc phân họ Tortricinae của họ Tortricidae.

## Các loài
- Capnoptycha cavifrons (Turner, 1926)
- Capnoptycha ipnitis (Meyrick, 1910)
- Capnoptycha tholera (Turner, 1925)
- Capnoptycha zostrophora (Turner, 1925)